# テオドール・デュレ
テオドール・デュレ（Théodore Duret, 1838年1月20日 - 1927年1月16日）は、フランスのジャーナリスト、文筆家、美術評論家。

## 生涯

### 共和派ジャーナリストとしての活動
1838年、フランスシャラント＝マリティーム県のサントに生まれた。父親はコニャックを取り扱う商人で、裕福なブルジョワであった。
1863年と1869年、地元での選挙に立候補したが落選した。
1867年、パリに出た。熱心な共和政派で、1868年、エミール・ゾラやジュール・フェリーとともに「ラ・トリビューヌ・フランセーズ」誌の創刊メンバーとなり、政治ジャーナリストとして活動した。
1871年のパリ・コミューンで、反ナポレオンの共和主義者として参加し、危うく銃殺を免れた。パリを離れ、ロンドンに渡り、画家カミーユ・ピサロと知り合った。

### アジア旅行
デュレは、アンリ・セルヌーシとともに、アジア旅行に出かけ、1871年10月25日から1872年2月まで、当時外交官以外の外国人の入国が禁止されていた日本に滞在した。歌川広重の浮世絵に描かれた東海道を旅し、日本美術への関心を深めるとともに、浮世絵を収集した。このことは、後のフランスにおけるジャポニスム発展に寄与することとなった。
日本のほかにも、インド、中国（上海、北京、南京、杭州、香港）を旅し、『アジアの旅』という著作にまとめている。

### 印象派の擁護
美術評論家として影響力を持ち、エドゥアール・マネやギュスターヴ・クールベと親交を持った。また、当初は社会から酷評されていた印象派を擁護し、1878年、小冊子『印象派の画家たち』を刊行した。ここでは、クロード・モネ、アルフレッド・シスレー、カミーユ・ピサロ、ピエール＝オーギュスト・ルノワール、ベルト・モリゾの5人を印象派と認め、エドガー・ドガ、ギュスターヴ・カイユボット、ポール・セザンヌ、アルマン・ギヨマンなどは、「印象派ではないが、一緒に出品した優れた才能を持つ他の画家」と整理している。1906年、これを大きく拡充して印象派の歴史をまとめた『印象派の画家たちの歴史』を出した。
美術品の収集に熱心で、印象派の画家たちの作品を多数収集していたが、1894年3月、そのコレクションは売立てに出された。その前年の1893年にはそれまで収集していた浮世絵コレクションもすべて売却した。

### 死去
1927年、パリ・アムステルダム街の自宅で亡くなった。

## 著作
- 『1867年のフランスの画家たち』1867年
- 『アジアの旅：日本、中国、モンゴル、ジャワ、セイロン、インド』1874年
- 『印象派の画家たち』1878年
- 『日本美術：挿絵本、刷り物画帖――北斎』1882年
- 『前衛批評』1885年
- 『印象派の画家たちの歴史：ピサロ、クロード・モネ、シスレー、ルノワール、ベルト・モリゾ、セザンヌ、ギヨマン』1906年
- 『エドゥアール・マネの生涯とその作品』1902年、1906年